# 主要撮影

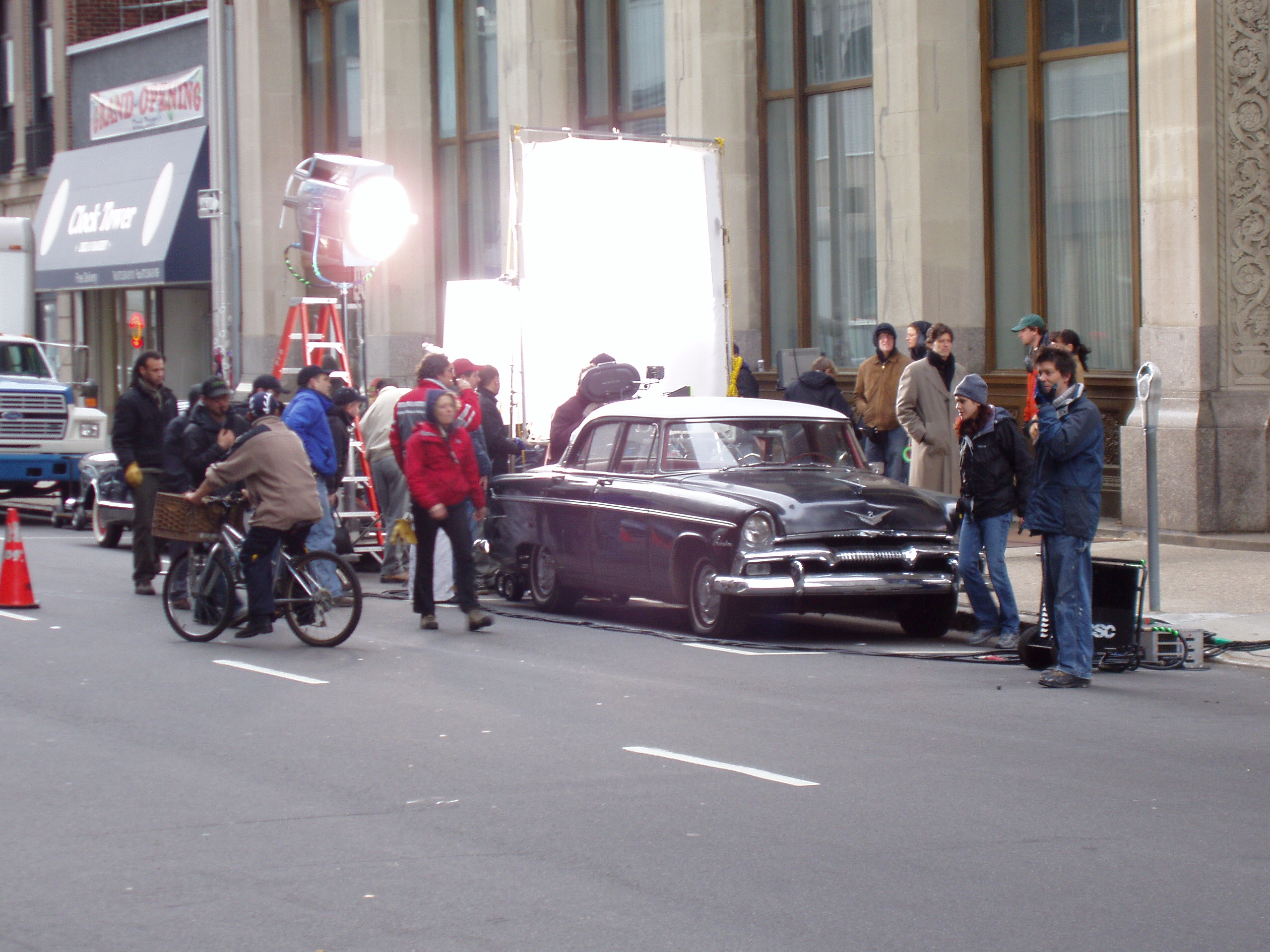
ニューアークでの撮影風景

主要撮影（しゅようさつえい、Principal photography）は、映画製作において実際に俳優が撮影セットで撮影を行う段階を意味し、プリプロダクションやポストプロダクションとは異なる。

## 概要
主要撮影は、俳優・監督・スタッフへの給料、撮影費（小道具、特殊効果など）など映画製作の中で最も費用が投じられる段階である。撮影が終了するまで、費用を回収するための完成品が仕上がることがないため、一般的にポイント・オブ・ノーリターンと認識されている。
通常、フィーチャー映画は撮影が開始する前に保険をかける。これは、撮影途中にドル箱俳優の事故死やセットの破損、フィルムの消失などの事態が発生した場合に映画が完成できなくなり重大な損失が出るためである。また、高品質の映画用カメラはレンタルすることが大半で、その際に保険に入っていることが確認できなければレンタルを拒否される。

## 映画スタッフ
監督・俳優・カメラマン・音響担当及びそれぞれのアシスタント・スタッフに加え、プロダクション・マネージャーが主要撮影の際には重要な役割を果たしている。プロダクション・マネージャーは撮影スケジュールの管理や撮影道具の現地搬送の管理などを担当し、大きな企画の際は撮影監督と行動を共にしている。撮影監督はプロダクション・マネージャーと協力して撮影スケジュールを組み立て、ロケーション・ハンティングを行う。これに加えて、プロダクション・マネージャーは映画プロデューサーの下でスタッフと俳優の給与を管理する他、映画製作全体も管理する。
撮影の際にはスクリプターや撮影に関する進捗状況を記録した撮影レポートと、録音や音楽に関する音響レポートなどを作成する他、宣伝用に撮影中のスタッフや俳優の写真を撮影する。

## 撮影の流れ

### 撮影準備

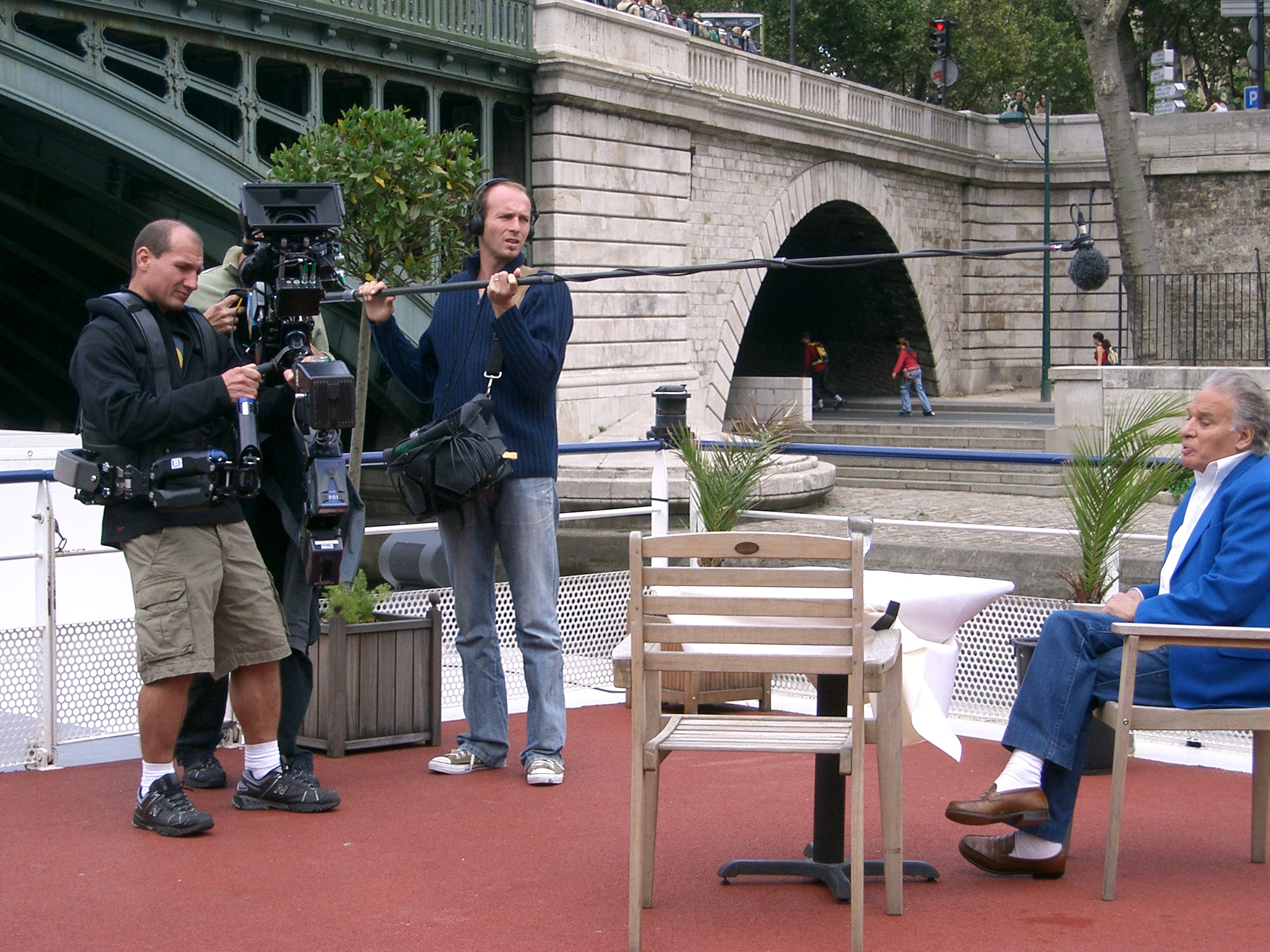
ロケーション現場での撮影風景

撮影は映画スタジオやモチーフとなるロケーション現場で行われるが、場所の選定には美術的理由の他に経済的理由も考慮される。映画スタジオでの撮影はスケジュール通りの撮影を可能にするが、背景などの撮影セットの製作に多額の資金が必要になる。そのため、美術的理由からロケーション現場で撮影されることが多く、撮影道具やスタッフの移動などの面で映画スタジオでの撮影よりも労力がかかる。初期のころは野外撮影が大半だったが、現代ではCGI技術の使用が増加したことにより、屋内での作業も多くなっている。
製作側は各国の法律に基いて、ロケーション場所での撮影許可を土地所有者である個人・企業・政府機関から得ることが必要となる。特に都市部での撮影では、撮影範囲や内容によって使用料が高額になることもある。撮影場所を確保した後は必要な設備や道具、人員などを確保して撮影日時を調整する。撮影は脚本のページ順に行われる訳ではなく、俳優のスケジュールや撮影場所の利用時間、季節や天候条件などを考慮するが、原則として、その場所のシーンが複数ある場合は一度で全て撮影する。
撮影日には、撮影スケジュールに基き予定されているシーンの撮影に参加する俳優を正確に記載した一覧表が用意されている。一覧表には俳優の情報の他に、撮影シーンの番号、脚本のページ、撮影場所、撮影に必要な設備や道具の情報が記載されている。

### 撮影

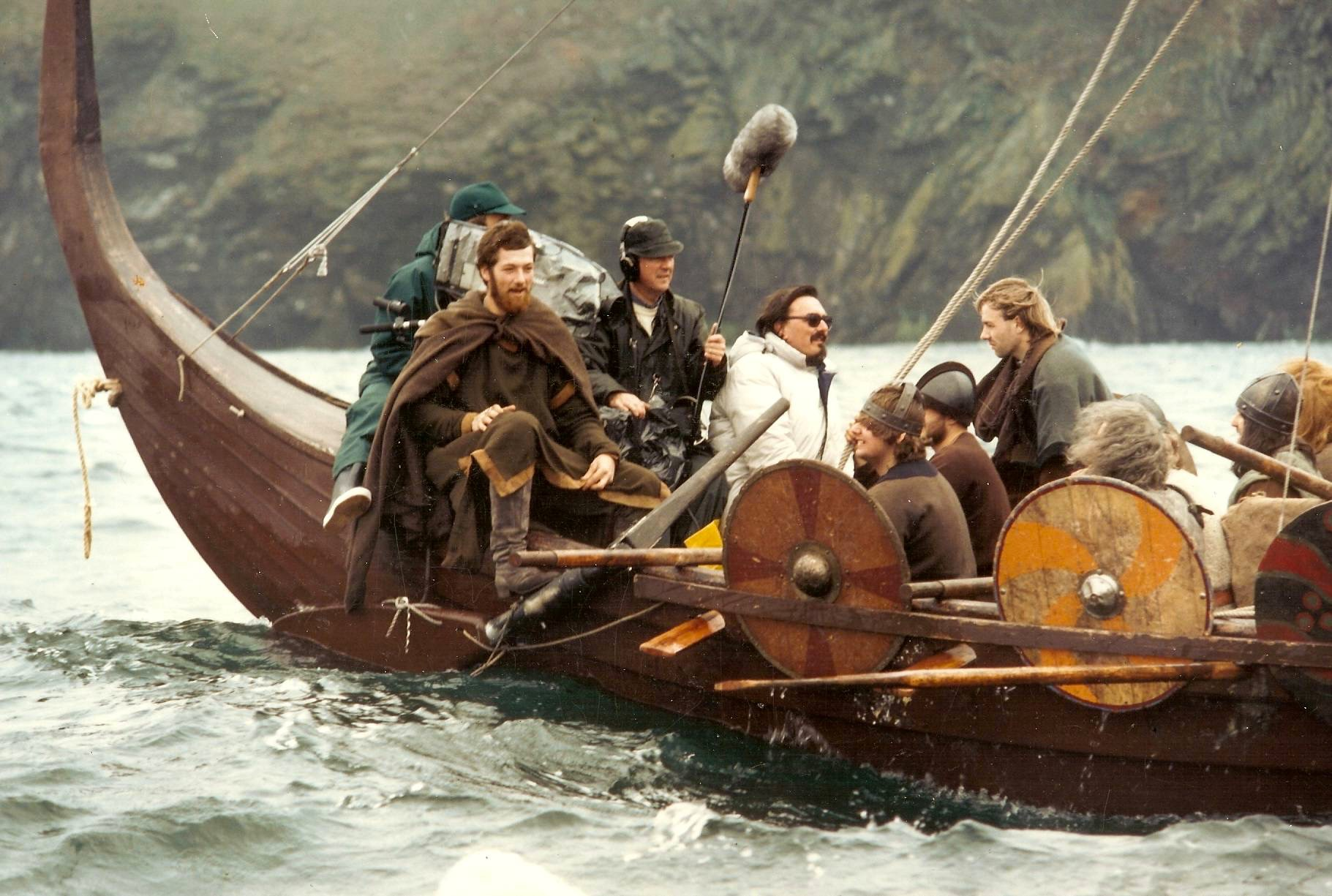
ロケーション現場での撮影風景

撮影の段階に入ると、脚本の最終稿が完成し、セットの建造物なども完成した状態で俳優を呼び撮影する。撮影の前にはカメラ、光学、音響などを含めた確認テストが行われる。撮影は主なシーンを担当する撮影班とは別に第2班が存在する。第2班は独立して撮影を行い、監督と連携してエスタブリッシング・ショットを担当する。
撮影時間は脚本の長さだけではなく、撮影場所の数にも左右される。ヨーロッパの90分映画の場合は、通常12〜100日ほどの撮影期間が必要になる。アメリカ合衆国では企画の規模によって15〜20日、40〜50日、80〜100日に分かれる。しかし、撮り直しなど事前に把握できない事態が多く存在するため、実際には撮影期間は必要以上に長期間に及ぶことが大半である。アナログカメラを使用した際には、前日に撮影した映像を監督・撮影監督・プロデューサーが確認して修正する必要があるかを検討する。デジタルカメラを使用した場合は撮影直後に確認することが多く、映像が不十分な場合は当日中または日を置いて撮り直される。
撮影が終了した際は「ラップ」と呼ばれ、撮影終了を祝いパーティーが開催される。ポストプロダクションの作業に入り、特定のシーンが不足している場合や俳優の演技を追加する必要が生じる場合がある。この場合は新たに撮影を行うことになり、一度撮影されているシーンを撮り直すことを「リ・ショット（再撮影）」と呼び、全く新しいシーンを撮影する場合や軽微な再撮影は「ピックアップ」と呼ばれる。